# おとをかし
『おとをかし』はTOKYO FMで放送されているラジオ番組。
番組開始から2025年3月29日まで『おと、をかし』の番組名でJFN38局ネットで放送、2021年10月から2024年3月30日まではパナソニックが一社スポンサーを務めており、『Panasonic presents おと、をかし』（パナソニックプレゼンツ - ）として放送されていた。

## 概要
2015年10月から2021年3月まで『SCHOOL OF LOCK!』内のコーナー・ARTIST LOCKS!の「アレキサンドLOCKS!」パーソナリティを担当していた［Alexandros］のボーカル・ギター、川上洋平の初の冠ラジオ番組で、洋・邦ジャンル問わない名曲やドライブミュージック、映画のサウンドトラック等、川上自身がその時の空気感や季節感、世の中の雰囲気に合わせセレクトしていく。
番組名の「おと、をかし」とは平安時代の古文で使われた、もののあわれを表す「いと、をかし」の「をかし=興味深い、美しい、趣深い」と放送開始から2025年3月までの番組開始時刻であった午後3時=おやつの時間（お菓子）のダブルミーニング、音楽の「おと」を掛け合わせた意味である。
番組内でオンエアされた曲は放送後、Spotifyにてプレイリストとして配信され、AuDeeでは放送前日の毎週金曜日21時にスピンオフ番組が配信されるほか、「アレキサンドLOCKS!」から引き続き、リスナーからの進路指導相談を募集している。スピンオフには、「アレキサンドLOCKS!」と本番組の放送作家も担当している吉田ウーロン太も出演している。
前述のとおり、2021年10月から2024年3月まではPanasonicの一社提供番組として放送されていた。提供降板後は代わりとして、番組冒頭に同じTOKYO FM制作関連の番組広告がパーティシペーション枠として流れている。
2023年8月26日の放送ではイギリスのロックバンド「ブラー」のベーシスト、アレックス・ジェームスがゲスト出演し、川上がアレックスにインタビューした模様が放送された。
2024年11月16日の放送では川上が体調不良の為、ジョージ・ウィリアムズが代演を務めた。
2025年3月29日をもってJFN系ネットでの放送を終了。翌4月5日からTOKYO FMのみ12:30 - 12:55枠へ放送時間を移動と同時に、番組名から読点を省いた『おとをかし』へ改題し同局ローカル番組として継続する。

## 放送時間
- 毎週土曜 15:00 - 15:30（番組開始 - 2021年6月26日）
- 毎週土曜 15:00 - 15:25（2021年7月3日 - 2025年3月29日）

15時25分 - 15時30分に『日本住宅ローン GO!GO!家族』放送のため、本番組の放送時間が5分短縮。
- 毎週土曜 12:30 - 12:55（2025年4月5日 - ）[9]

## 番組コーナー
本日のお菓子クイズ
- 川上が食べているお菓子の音から商品名を当て、正解したリスナーには番組オリジナルステッカーがプレゼントされる。

#今日のセンタク
- リスナーから寄せられたリクエストから川上が今の気分のどちらに合っているか「センタク」して流すコーナー。
- 毎月最終週は名曲や名盤を、その時代やファッションとの関連性を交えて解説していく[13]。
- 2024年3月をもってパナソニックのスポンサー降板に伴い終了。

## 公開生放送・公開収録
Panasonic presents おと、をかし〜クリスマスに生放送という ＃センタク〜
2021年12月25日に寺田倉庫 E HALLにてリスナー100名を招待し、番組初の公開生放送が行われた。
公開収録 IN東京・天王洲 〜 "をかし"な年末スペシャル2022
2022年12月25日に寺田倉庫 E HALLにて公開収録が行われ、この様子は同年12月31日に放送された。
TOKYO FM おと、をかし 公開収録 supported by PREMIUM OUTLETS
2024年10月12日に埼玉県深谷市のふかや花園プレミアム・アウトレット特設ステージにて公開収録が行われ、翌週19日に放送された。

## 特別番組
Panasonic presents もっと!おと、をかし
2024年3月30日 17:00 - 17:55に放送された特別番組。
リスナーから寄せられた受験や新生活を送るにあたってのメッセージが寄せられ、その中から川上が気になったメッセージを送った該当リスナーへの電話、プレゼント企画が実施された。
もっと!おと、をかし。suppoterd by Panasonic and Kao
2024年10月19日 17:00 - 17:55に放送された特別番組。
前回と同様にプレゼント企画が実施された。
同日放送の通常番組では前述の公開収録形式で行われた為、スタジオの形式は本番組として代替放送された。